# Priocharax pygmaeus
Priocharax pygmaeus är en fiskart som beskrevs av Weitzman och Vari, 1987. Priocharax pygmaeus ingår i släktet Priocharax och familjen Characidae. Inga underarter finns listade i Catalogue of Life.